# Oenanthe jordani
Oenanthe jordani är en flockblommig växtart som beskrevs av Michele Tenore. Oenanthe jordani ingår i släktet stäkror, och familjen flockblommiga växter. Inga underarter finns listade i Catalogue of Life.